# Габіб Алі Кідді
Габіб Алі Кідді (7 грудня 1929 — 1987) — пакистанський хокеїст на траві.
Олімпійський чемпіон 1960 року, срібний призер 1956 року, учасник 1952 року.
Переможець Азійських ігор 1962 року.